# Jüdischer Friedhof (Amberg)

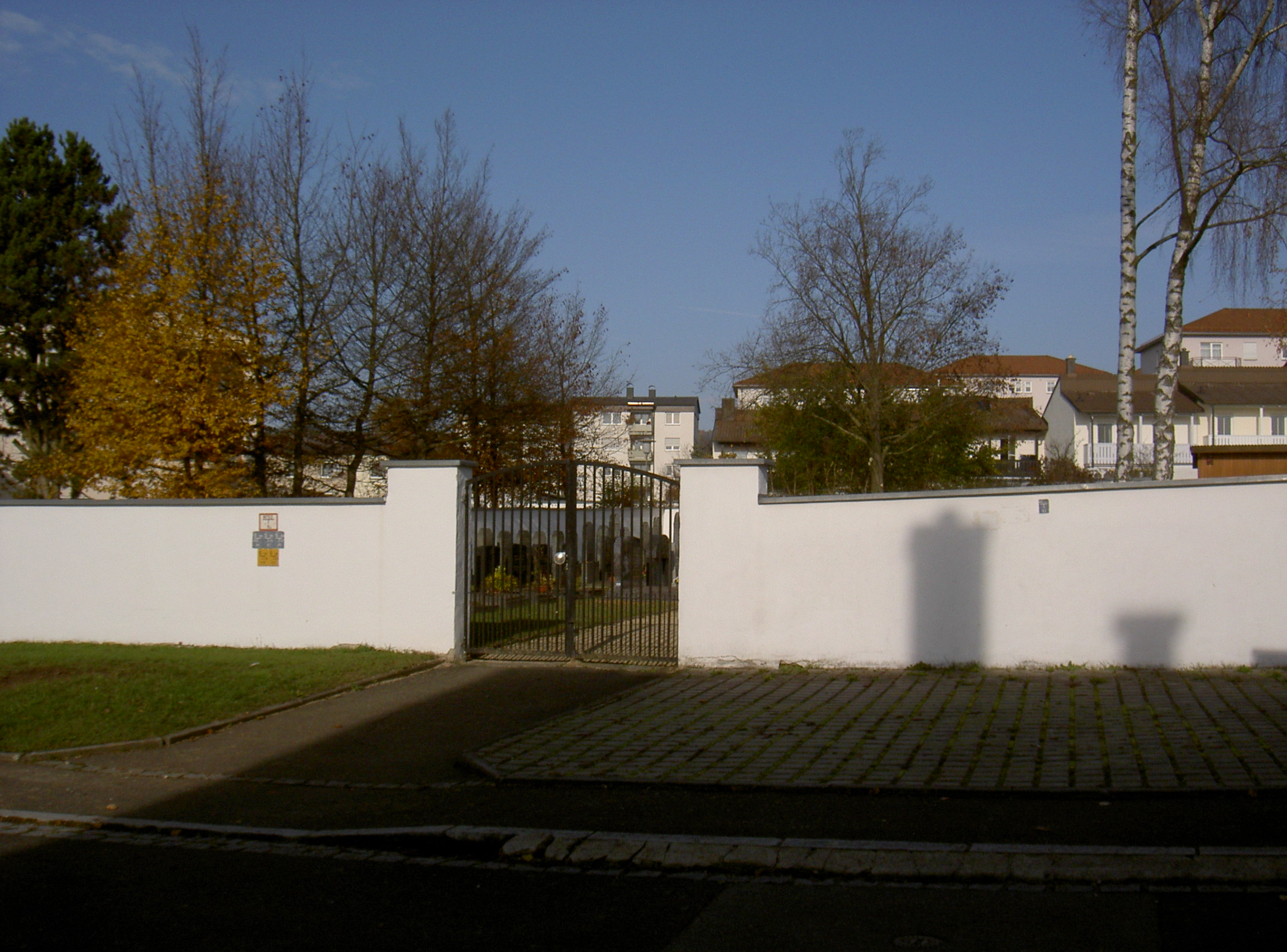
Jüdischer Friedhof in Amberg

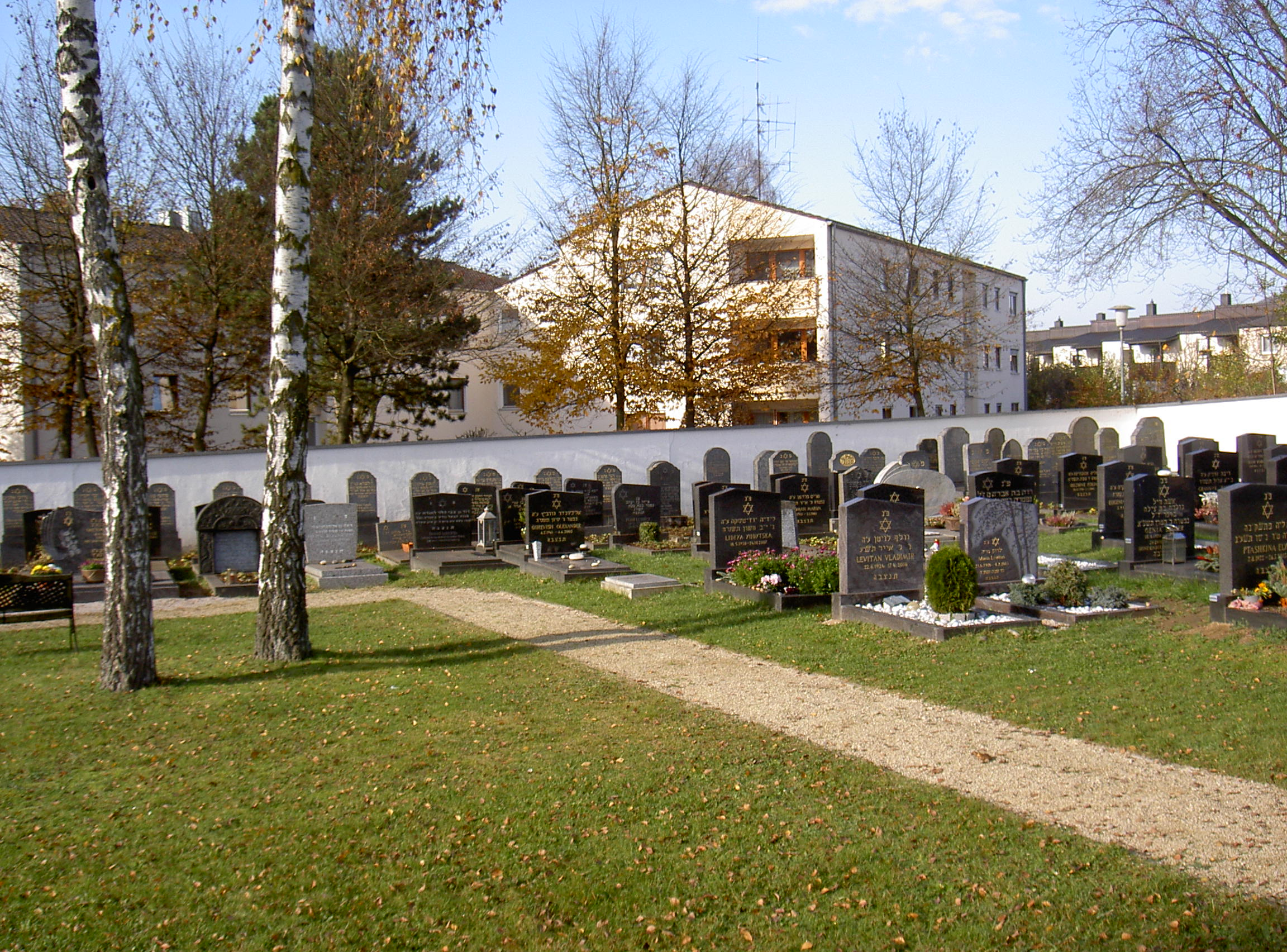
Grabsteine

Der Jüdische Friedhof Amberg liegt am südöstlichen Stadtrand von Amberg am Ende der Philipp-Melanchthon-Straße. Der Friedhof wurde 1927 angelegt. Er wird noch heute von der wieder bestehenden Israelitische Kultusgemeinde Amberg genutzt. Er ist von einer massiven Steinmauer umgeben. Bei seinem Eingang befindet sich ein Brunnen. Auf dem Friedhof befinden sich auch 16 Gräber von KZ-Opfern.